# Jana Dukátová
Jana Dukátová, född den 13 juni 1983 i Bratislava, Tjeckoslovakien, är en slovakisk kanotist.
Hon tog VM-guld i K-1 i slalom 2013 i Prag.